# Лютомек
Лютомек (пол. Lutomek) — село в Польщі, у гміні Серакув Мендзиходського повіту Великопольського воєводства.
Населення — 154 особи (2011).
У 1975-1998 роках село належало до Познанського воєводства.

## Демографія
Демографічна структура станом на 31 березня 2011 року:
|          | Загалом | Допрацездатний вік | Працездатний вік | Постпрацездатний вік |
| -------- | ------- | ------------------ | ---------------- | -------------------- |
| Чоловіки | 74      | 17                 | 52               | 5                    |
| Жінки    | 80      | 21                 | 42               | 17                   |
| Разом    | 154     | 38                 | 94               | 22                   |